# Comte Zéro
Comte Zéro (titre original : Count Zero) est un roman de science-fiction écrit par William Gibson et publié pour la première fois en 1986. 
C'est un représentant du genre cyberpunk, situé dans le même endroit que le précédent livre Neuromancien et est le deuxième volume de la Trilogie de la Conurb, laquelle inclut également Neuromancien et Mona Lisa s'éclate.

## Résumé
Huit ans après les événements contés dans Neuromancien, de curieuses choses apparaissent dans la matrice, avec la prolifération de dieux Vaudou.
Deux très puissantes multinationales, Maas et Hosaka, sont engagées dans la bataille pour le contrôle d'une technologie surpuissante, la biopuce, en utilisant des hackers et des mercenaires.
Le titre du livre est le pseudonyme du héros Bobby Newmark, et est également un jeu de mots sur une technique de programmation: l'interruption Compte Zéro, qui se déclenche quand un compteur arrive à zéro.
Il y a plusieurs autres personnages principaux : Turner est un mercenaire engagé pour exfiltrer Mitchell, l'inventeur des biopuces, Marly, une responsable d'une galerie d'art, est engagée par Virek, un mécène phénoménalement riche, pour trouver le créateur des boîtes Joseph Cornell, et enfin Bobby, qui se retrouve en mort cérébrale alors qu'il teste une IA militaire à son insu.

## Éditions
- Count Zero, Victor Gollancz Ltd, janvier 1986, 269 p.  (ISBN 0-575-03696-6)
- Comte Zéro, La Découverte, coll. « Fictions », septembre 1986, trad. Jean Bonnefoy, 312 p.  (ISBN 2-7071-1620-3)
- Comte Zéro, J'ai lu, coll. « Science-fiction » no 2483, novembre 1988, trad. Jean Bonnefoy, 352 p.  (ISBN 2-277-22483-9)
- Comte Zéro, dans Neuromancien et Autres Dérives du réseau, J'ai lu, 16 octobre 2007, trad. Jean Bonnefoy, 1 024 p.  (ISBN 978-2-290-00619-1)
- Comte Zéro, Au diable vauvert, 14 octobre 2021, trad. Laurent Queyssi, 464 p.  (ISBN 979-10-307-0451-8)